# Алексей Ремизов
Алексѐй Миха̀йлович Рѐмизов (на руски: Алексей Михайлович Ремизов) е руски писател, художник и калиграф. Смятан е за един от най-ярките стилисти в руската литература и основен представител на руския модернизъм, най-често причисляван към символизма.

## Биография
Алексей Ремизов е роден на 6 юли (24 юни стар стил) 1877 година в Москва в семейството на търговец на галантерийни стоки, майка му е сестра на известния банкер Николай Найдьонов. През 1895 година постъпва в Московския университет, но през 1899 година е арестуван по политически причини и прекарва 6 години в заточение в северната част на Европейска Русия.
През 1905 година се установява в Санкт Петербург и започва да публикува свои приказки и легенди, романа Пруд, повестите Часы и Пятая язва, няколко пиеси в духа на средновековните мистерии. Скоро се налага като един от водещите представители на руския модернизъм. Заради фантастичните мотиви в работите му критиците го причисляват към течението на символизма, макар самият той да се разграничава от него.
През 1921 година, когато болшевиките надделяват в Гражданската война, Ремизов, който е близък до социалистите-революционери, емигрира и в 1923 година се установява в Париж, където продължава литературната си дейност.
Алексей Ремизов умира на 26 ноември 1957 година в Париж.